# United World College Maastricht
Das United World College Maastricht wurde im September 2009 als 13. United World College eröffnet. Hervorgegangen ist das UWC Maastricht aus einem Zusammenschluss der International School Maastricht und der International Primary School Joppenhof.

## Bedeutung
Das UWC Maastricht hat derzeit 950 Schülerinnen und Schüler im Alter von 2 bis 18 Jahren. Die überwiegende Zahl sind niederländische und insbesondere internationale Tagesstudenten aus der Region. In den letzten beiden Schuljahren werden sie durch 200 internationale Internatsschüler erweitert. Diese werden durch ein weltweites System von circa 180 nationalen Komitees ausgewählt. Die Kandidaten werden dabei ausschließlich auf der Basis ihrer persönlichen Eignung und Motivation, unabhängig von ihrem finanziellen Background, ausgewählt. Die letzten beiden Jahre werden mit dem international anerkannten Abschluss International Baccalaureate abgeschlossen.
Das UWC Maastricht ist das erste United World College, das als Teil eines nationalen Erziehungssystems etabliert wird. So werden zum Beispiel alle Schüler teilweise durch den niederländischen Staat finanziert, indem alle Schüler die gleiche finanzielle Förderung bekommen wie andere Schüler in den Niederlanden.
Aufbauend auf den Erfahrungen der United World Colleges und der International School Maastricht soll das UWC Maastricht als ein Zentrum für soziale Aktivitäten (Expertise Centrum voor Maatschappelijke Stages – Centre for Expertise for Community Services) dienen. Dieses Zentrum wird auf dem Campus entstehen und nicht nur für UWC Studenten offen sein, sondern auch für Schüler und Lehrer anderer Schulen. Der niederländische Erziehungsminister erwartet, dass das UWC Maastricht so als Vorbild für andere niederländische Schulen dient.
Wie alle United World Colleges unterliegt auch das UWC Maastricht der Aufsicht des Internationalen Boards der UWCs. Derzeitige Präsidentin der internationalen Gemeinschaft ist  Queen Noor von Jordanien. Der holländische König Willem-Alexander ist ein ehemaliger UWC Schüler und Patron der UWC Organisation der Niederlande.